# Lago Caballo
Lago Caballo (en inglés: Caballo Lake) es un reservorio en el Río Grande, en el sur de Nuevo México, en Estados Unidos. Es el cuarto mayor depósito en Nuevo México en términos de superficie y el quinto cuerpo de agua más grande en Nuevo México en términos de volumen. El lago se encuentra en el Parque estadal del Lago Caballo, que está aproximadamente a 16 millas (26 km) al sur de Truth.
El lago se utiliza para actividades recreativas como paseos en bote, natación, esquí acuático y pesca. Peces en el lago incluyen lobinas, bagres, mojarras y peces sol.